# マルビン
マルビン(Malvin)は、天然に存在するアントシアニンである。マルビジンのジグルコシドであり、アオイ属、サクラソウ属、ツツジ属等の植物の主要な色素となっている。ヒスイカズラの特徴的な緑色は、マルビンとサポナリンが1:9の割合で存在することによる共色素効果の結果である。

## 食物中の存在
マルビンは、以下のような様々な食物中にも見られる。
- 野菜:アボカド、テンサイ、ササゲ、キャベツ、ニンジン、ナス、エンドウ、ダイズ、オリーブ、タマネギ、ピメント、ジャガイモ、ハツカダイコン、トマト、カブ
- 木の実:クルミ、カシューナッツ
- ハーブ/スパイス:パプリカ、マスタードシード、シナモン
- 果物:リンゴ、イチジク、スイカ、ルバーブ、イチゴ、マルメロ、モモ[3]、ナシ、スモモ、ブドウ、アンズ、バナナ、ブラックベリー、ブルーベリー、ボイセンベリー、サクランボ、クランベリー、クロスグリ
- 魚介類:カニ
- 乳製品:アルブミン（牛乳）、チーズ、ヨーグルト、バター
- 糖類:テンサイ、蜂蜜

マルビンは、アレルギーを持っていなければ、摂取しても危険ではない。マルビンへのアレルギーがある場合、大量に摂取すると、便秘、ひどいおなら、吐き気または下痢等の症状を催す。